# Клара Зіммергрен
Клара Зіммергрен або Кларе Елізабет Сіммергрен (народилася 16 лютого 1967 року в Норрчепінгу, Швеція) — шведська комік, акторка та керівниця програми на радіо і телебаченні . Вона, мабуть, найвідоміша з гумористичного дуету Мії та Клари .

## Життєпис
Клара Зіммергрен провела свої перші роки в Норрчепінгу, а потім переїхала з матір'ю та старшою сестрою до Мелндала . Її батько був органістом Шведської церкви в Норрчепінгу та пастором Місії Альянсу в Смоланді . Вона навчалася за дворічною медіа програмою у фольклорній школі Біскопс-Арньос, а також вчилась на сценариста.
Серед іншого, вона брала участь у радіопрограмах Bossanova, Roll on та P3 Orange. Зіммергрен познайомився з Мією Скарінгер у 1997 році, коли вони виконували радіопрограму Боссанова та P3. Це призвело до її показу у Гетеборзі, а потім на третьому каналі Шведського Радіо.
Восени 2007 року разом зі Скарінгер вона створила гумористичний серіал Міа та Клара, який транслювався на SVT. Він заснований на їхньому власному матеріалі, який раніше транслювався на шведському Радіо Р3 як радіопрограма «Ролик» (Roll on). З осені 2009 року вона є керівником програми програми SVT Лікарня для тварин, а з 2012 року також для програми «Найкращий друг для тварин». У 2010 році вона була суддею Vi i femman і працювала на радіо P4 Швеції і в SVT Barnkanalen.
У 2011 році Зіммергрен стала спікером кампанії «Природоохоронного товариства» проти споживання гігантських креветок і разом із Даніелем Адамсом-Реєм був репортером в Ефіопії для програми збору музичної допомоги .
У 2012 році вона дебютувала у художньому фільмі Мікрорайон Скатан, який подорожує до Лагольма в ролі дружини Ульфа.
У 2014 році вона опублікувала власну біографію «Як живе Лангтан у моїх кроках», що вийшла у видавництві «Форум». У книзі подана її туги до дітей.
Клара Зіммергрен одружена з Ларсом Петерссоном (нар. 1969 р.), Має одну дитину і проживає у Вестрі Фрелунда .

## Фільмографія
- 2012 — Мікрорайон Скатан їде до Лагольма
- 2012 — Таємниця Гревехолма — Повернення графа (телесеріал)
- 2013 — Був найкращим
- 2017 — Småstaden (телесеріал)